# Аніакчак (гора)

Аніакчак 3D.

Аніакчак (англ. Aniakchak) — вулканічна кальдера, віком 3,7 тис. років, діаметром приблизно 10 км, розташована на Алеутському хребті штат Аляска, США. Стратовулкан за складом, старіший ніж існуюча гора, що зазнала руйнації під час великого виверження, утворюючи кальдеру. Місцевість навколо вулкана — національна пам'ятка та заповідник Аніакчак, що є під орудою Служби національних парків. У листопаді 1967 року Національна паркова служба визнала кальдеру Аніакчак Національною природною пам'яткою.
Аніакчак — кальдера, заввишки 1341 метри. Ширина кальдери близько 10 км. Найнижча точка знаходиться на висоті 335 метрів на рівнем моря. Глибина кальдери 1 км. Виверження Аніакчака були одними з найпотужніших вивержень на Алясці. Пірокластичні потоки прямували понад 50 км на північ від вулкана, а у південному напрямку досягали вод Тихого океану.

## Геологічна історія
Гора Аніакчак раніше була льодовиковоеродованим стратовулканом андезитового складу з об'ємом до утворення кальдери 75 км³. Андезитний матеріал вулкана включав базальт і дацит. Гора зазнала руйнації, утворюючи сучасну кальдеру, під час великого виверження VEI = 6, що відкарбувалось у кризі з датуванням 1645 р. до н. е., що пізніше було підтверджено 1641 р. до н. е. у часовій шкалі Гренландської льодовикової хронології 2005 (GICC05). У середині 2010-х МакАнені та Бейлі припустили, що льодовиковий керн GICC05 має датування 1628 чи 1627 р. до н. е., що є датою вибуху вулкана.
За останні 10 000 років у районі Аніакчак сталося понад 40 вибухових вивержень, що говорить як про один з найактивніших вулканів даного регіону в сучасний період. Вулкан переважно андезитовий, він побудований на вулканічних породах мезозою юрського періоду. Усередині кальдери утворилися вулканічні туфи, маари, вулканічні куполи, шлакові конуси. Усередині кальдери утворилося 3,2 кілометрове озеро Сюрпрайз, яке з приходом холодів замерзає. Колись озеро заповнювало всю кальдеру, поки внаслідок одного з чергових вивержень, що сталося 500 років тому, не утворило тріщину на північному сході кальдери, через яку почала витікати вода. Воно є джерелом річки Аніакчак.
Єдине офіційно зафіксоване виверження вулкана відбулося в період травень-червень 1931 року. Виверження сталося на північному заході кальдери. З кратера витікала лава і відбувалися її викиди. Попіл поширився на територію понад 600 км. В результаті активності вулкана час від часу відбувалися землетруси, слабкі поштовхи яких відчувалися в містечку Чигнік. Повідомлялося про активність вулкана в 1942 і 1951 роках.

## Історія людства
Виверження вулкана, близько 1700 років до н. е., мало значний вплив на регіональний ландшафт, а також на весь діапазон рослинної та тваринного світу на широкій території. У безпосередній близькості від вулкана наслідки були настільки сильними, що люди не поверталися до регіону ще 2000 років. Деякі вчені припускають, що це виверження (і подальше спустошення) могло відокремити популяції людей на північ і південь від вулкана досить довго, щоб призвести до розбіжності між алеутською та ескімоською мовами.